# Christian Fina
Christian Fina (* 4. April 1974) ist ein ehemaliger deutscher Handballspieler und Funktionär.

## Karriere
Der 1,89 m große Linkshänder begann seine Laufbahn bei Frisch Auf Göppingen. Mit der B-Jugend wurde er Württembergischer Meister. Über die zweite Mannschaft kam er zum Bundesliga-Team. Später spielte er für den TV Eitra in der 1. und 2. Handball-Bundesliga. 1996 wechselte er zum Bundesligisten TUSEM Essen. Nach sechs Jahren ging er in die 2. Bundesliga zum TV Kornwestheim. Dort beendete der 25-malige Juniorennationalspieler 2006 seine Karriere. Anschließend wurde er Sportlicher Leiter beim Zweitligisten HBR Ludwigsburg. Nach dem Rückzug Kornwestheims 2007 aus der 2. Bundesliga in die Landesliga kehrte Fina aufs Feld zurück und verhalf seinem Team zum Aufstieg in die Oberliga Baden-Württemberg. 2010 schließlich hängte er seine Schuhe an den Nagel. Ab April 2011 war er Geschäftsführer beim Zweitligisten HC Erlangen, beendete sein Engagement aber bereits am Jahresende.
Später übernahm Fina das Traineramt einer Jugendmannschaft vom SV Salamander Kornwestheim, mit der er 2013 an der Qualifikationsrunde zur A-Jugend-Bundesliga teilnahm.